# 布雷斯庫爾山
48°9′4″N 24°30′43″E / 48.15111°N 24.51194°E

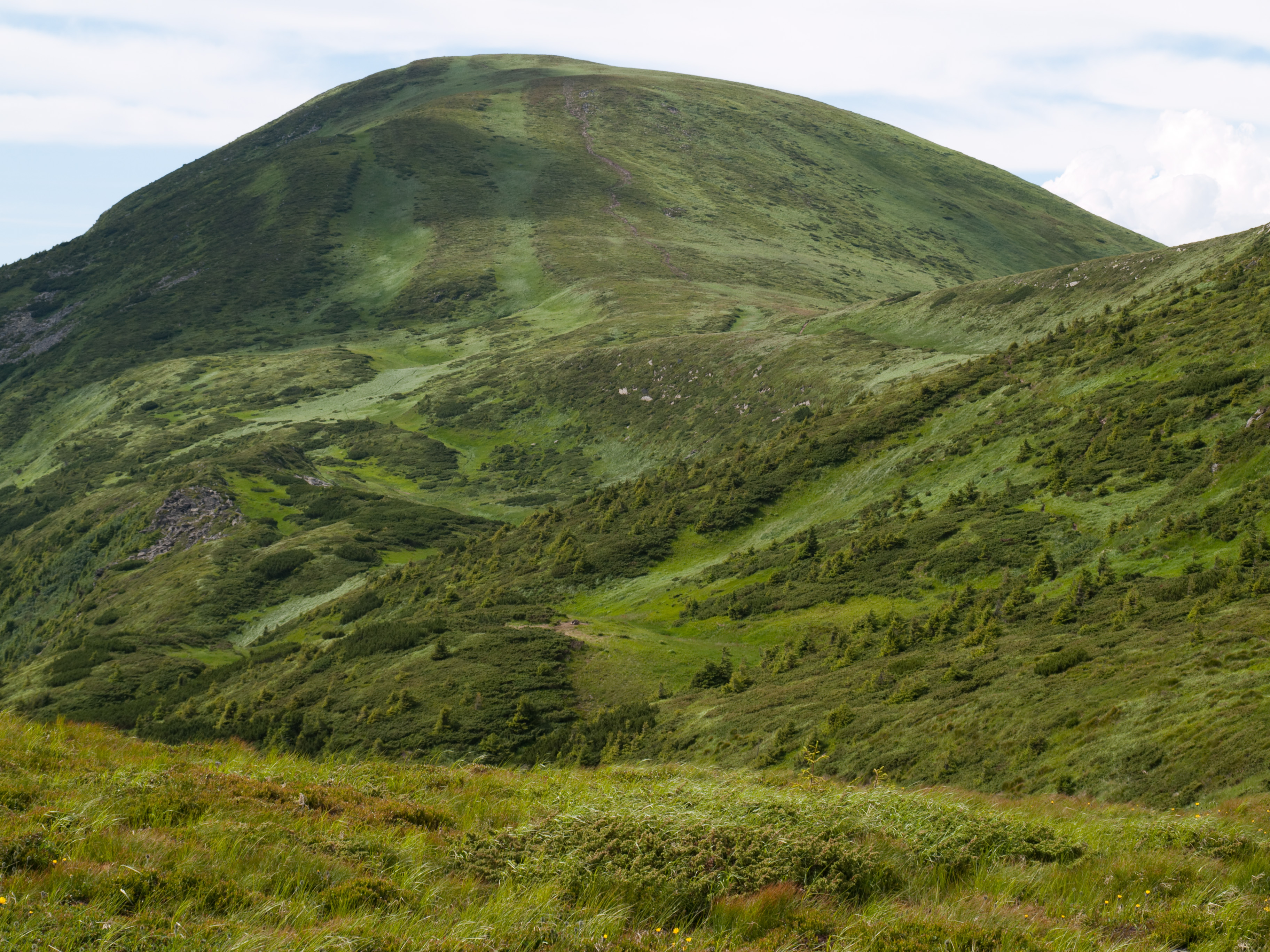

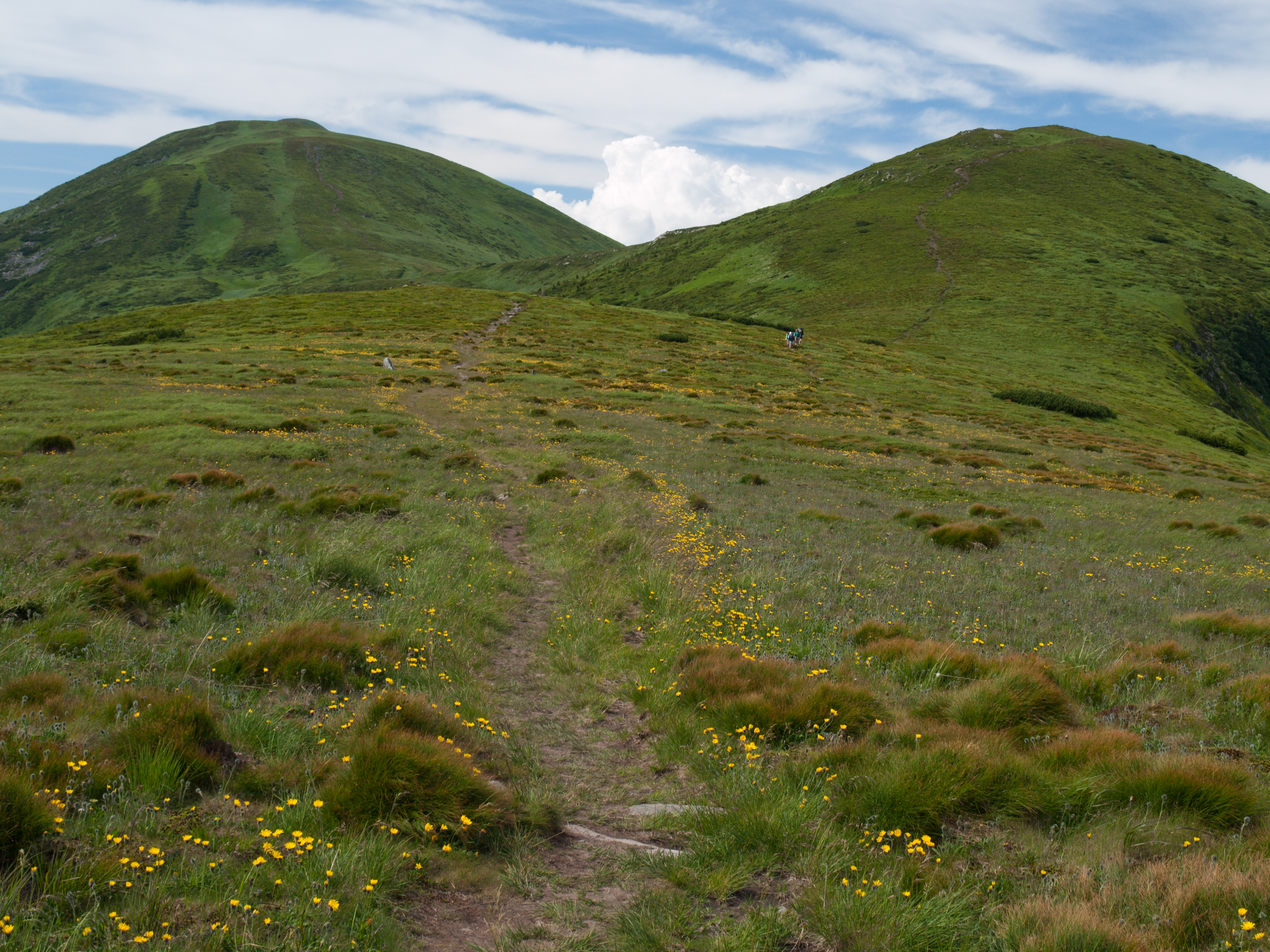

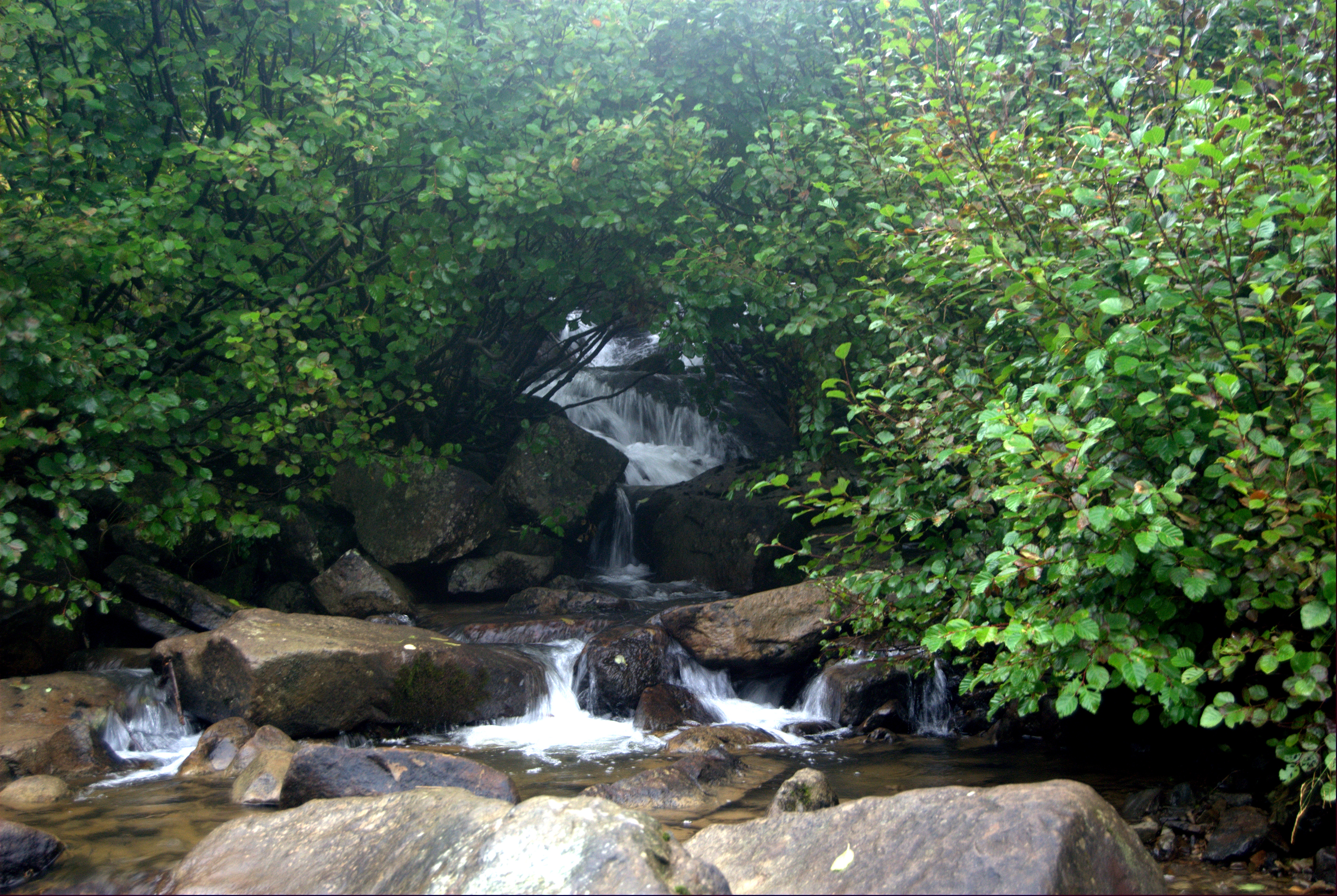

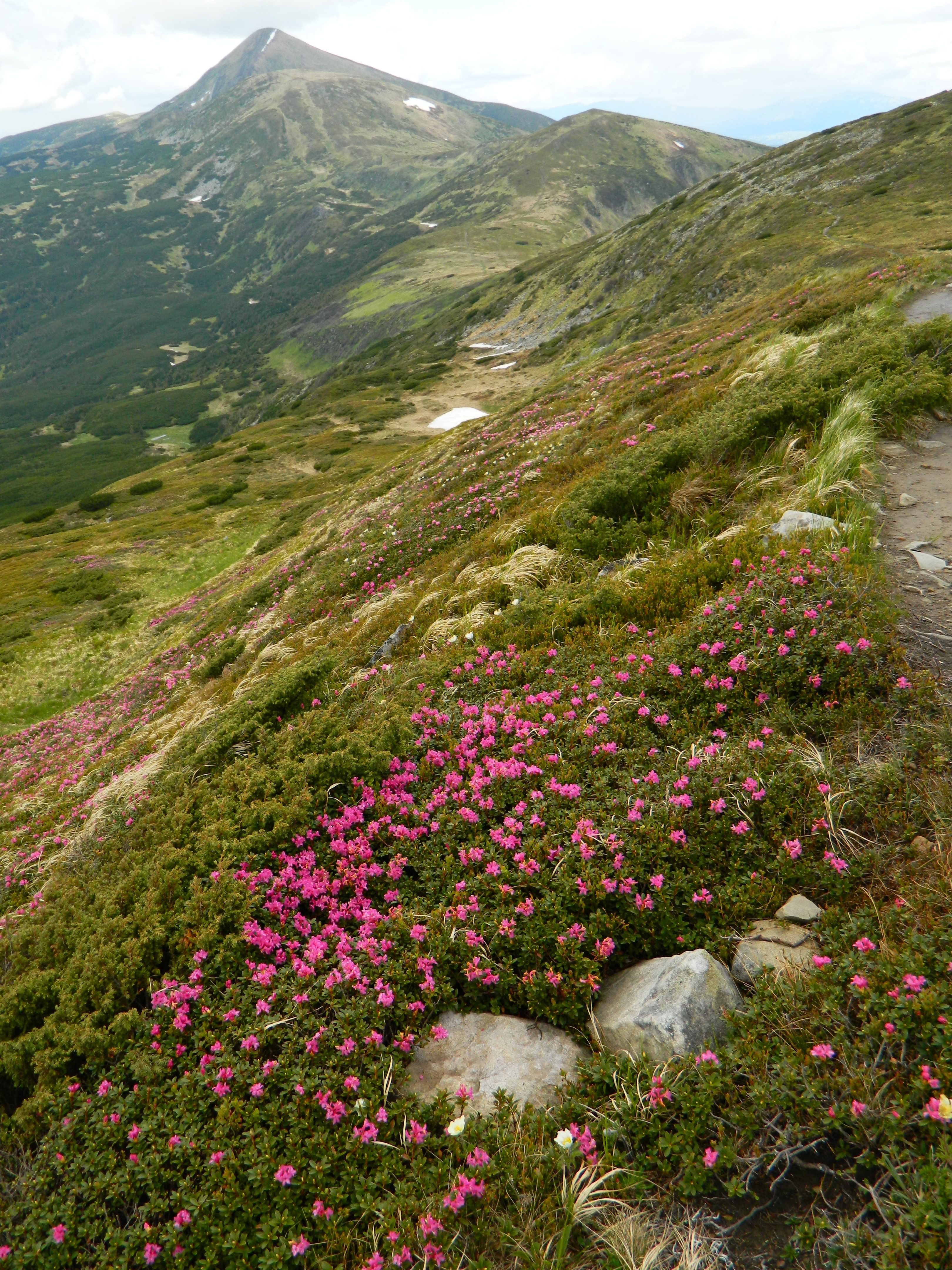

布雷斯庫爾山是烏克蘭的山峰，位於該國西部，處於伊萬諾-弗蘭科夫斯克州和外喀爾巴阡州接壤的邊界，屬於喬爾諾戈拉山脈的一部分，海拔高度1,911米。